# 凌家台门太平天国壁画
凌家台门为位于中国浙江省绍兴市越城区前观巷19号的一处清代建筑，现存坐北朝南的三进建筑，其中第一进明间的天花板上存有太平天国壁画，为长4.40米、宽2.50米的云龙图案，约绘于清咸丰十一年至同治二年（1861-1863年），为绍兴现存有太平天国壁画的四处建筑之一，现画面已受到严重剥蚀。